# Arquidiocese de Uppsala
A Diocese de Uppsala ou Upsália (em sueco: Uppsala stift; anteriormente Arquidiocese de Uppsala, Uppsala ärkestift ) é uma das 13 dioceses constituintes da Igreja da Suécia, e está sediada na cidade de Uppsala. Foi estabelecida em 1164, em Velha Uppsala, mas foi transferida para Uppsala em 1273. Abrange as províncias históricas da Hälsingland e Gästrikland, e a maior parte da Uppland. Nesta arquidiocese co-habitam o arcebispo da Igreja da Suécia (Svenska kyrkans ärkebiskop) e o bispo da diocese de Uppsala (biskopen i Uppsala stift), com incumbências e áreas de ação diferentes.

## História
A cristianização da Suécia aconteceu de formas diferentes em cada região e não há consenso sobre como ocorreu a cristianização geral. Além disso, por cerca de um século, a antiga religião nórdica e o cristianismo coexistiram, sendo a primeira especialmente forte em Uppsala, demonstrando como a conversão foi lenta. Os primeiros bispos para a Suécia foram consagrados pelo Arcebispo de Hamburgo-Bremen, no início da década de 1070, que serviram mais como missionários em áreas não delimitadas, o que significa que não havia dioceses na Suécia propriamente ditas naquele momento, e certamente nenhuma na região de Uppsala.
A transformação desses bispados foi lenta e as organizações diocesanas cresceram lentamente, tornando-se dioceses de fato. Em relação à Uppsala, onde a cristianização levou um tempo considerável, não é possível precisar o surgimento de uma diocese. Segundo os registros católicos, a diocese Upsalensis foi erguida em 1123, tendo ainda o arcebispo de Hamburgo-Bremen como seu metropolita.
Porém, a arquidiocese mudou sua sede de Sigtuna para Gamla Uppsala no máximo na década de 1140, provavelmente depois que o templo pagão foi destruído. O embaixador papal Nicolau de Breakspear visitou a Noruega e a Suécia em 1152-1153, e uma de suas missões era consagrar arcebispos. O cardeal, futuro papa Adriano IV, reorganizou a província eclesiástica na Escandinávia e empossou um arcebispo na Noruega; no entanto, não consagrou nenhum arcebispo ocorreu na Suécia, provavelmente devido à guerra civil.
Em 1159, dois papas diferentes foram eleitos para a Igreja: a Dinamarca se aliou ao imperador alemão e aceitou seu antipapa, então Alexandre III procurou o apoio dos outros países nórdicos. Para conquistar o apoio da Suécia, ele optou por estabelecer um arcebispo no país. O arcebispado foi consagrado em Rens em 1 de agosto de 1164 e se estabeleceu em Uppsala. Assim, a diocese de Uppsala tornou-se a arquidiocese. Em 1273, a sede do arcebispo foi transferida da Velha Uppsala para Östra Aros, que era o verdadeiro centro de colonização e comércio em Uppland.
Com o avanço da cristianização, a diocese de Uppsala se tornou de longe o maior território eclesiástico, incluindo Attundaland, Fjädrundaland, Tiundaland, Gästrikland, Hälsingland, Medelpad, Ångermanland (com todas as terras habitadas ao norte dela) e Jämtland. Por volta de 1152, a primeira organização de prebostes deve ter sido concluída, considerando a necessidade de organização diocesana dessas amplas terras. O capítulo da catedral foi estabelecido em Uppsala, entre 1234 e 1255, e os três decanos de Uppland foram nomeados prelados do capítulo. Em 1298, o arcebispo decidiu que deveria haver um decano em cada distrito (contrato): assim, os três poderosos reitores provinciais seriam substituídos por cerca de 25 reitores distritais. Contudo, essa descentralização levou muito tempo para acontecer em toda a diocese de Uppsala. Em todo caso, as terras antigas formaram a base para a divisão em dioceses e a primeira divisão contratual, e os distritos para a divisão posterior, descentralizada, em contratos.
Em 1519, Olaus Petri, que havia estudado em Wittenberg, trouxe a doutrina luterana com ele para a Suécia. Isso aconteceu numa época em que Gustav Vasa estava tomando medidas contra a supremacia dinamarquesa. Em 1531, a Reforma Protestante foi implementada. O primeiro arcebispo luterano, no mesmo ano, foi Laurentius Petri, irmão de Olaus; assim, a organização da igreja medieval foi mantida na Suécia em suas características básicas. Seu predecessor católico, Johannes Magnus, teve que ir para o exílio. No exílio, seu sucessor, Olaus Magnus, foi consagrado, mas não pôde mais ocupar o cargo. Segundo os dados católicos, a Arquidiocese de Uppsala foi definitivamente perdida em 1558, após o falecimento de Olaus Magnus.
O arcebispo luterano manteve seu título, mas perdeu seus poderes especiais em comparação com os outros bispos da Suécia.  A posição do bispo sufragâneo sob o direito canônico foi gradualmente abolida. Em 1686, Carlos XI emitiu uma nova lei eclesiástica que estabeleceu a separação entre a Igreja e o Estado.
Embora a arquidiocese tenha mais de 900 anos, suas fronteiras permaneceram praticamente intactas. No entanto, houve duas reformulações da diocese: a primeira e mais importante ocorreu em 1647, com a separação de Medelpad, Ångermanland, Väster-Norrbotten e Jämtland foram separadas como dioceses praticamente independentes, e eventualmente também Härjedalen; a segunda grande transformação ocorreu quando três contratos de Uppland foram transferidos para a recém-formada diocese de Estocolmo em 1942. Assim, o arcebispado recuperou mais ou menos o tamanho que tinha quando foi fundado no século XII. No entanto, a divisão em distritos eclesiásticos mudou de tempos em tempos. Em contraste, a divisão em paróquias e congregações permaneceu mais ou menos inalterada desde sua criação.

## Características
A Diocese Uppsala - anteriormente conhecida como Arquidiocese - é uma das 13 dioceses da Igreja da Suécia. A diocese abrange 121 paróquias em Hälsingland, Gästrikland e na maior parte de Uppland. Dos 838.348 habitantes da área da diocese (01/01/2024), 54,7% são membros da Igreja da Suécia. A diocese está agora dividida em 10 contratos que hoje incluem as mais de cem paróquias, a maioria das quais faz parte de pastorados maiores. A arquidiocese também conta com cerca de 200 igrejas próprias.
O arcebispo tem um papel central na Igreja da Suécia ao nível nacional, mas também serve na diocese de Uppsala. Ele é apenas primus inter pares e representa o episcopado perante o rei. Ele representa a unidade da Igreja Sueca e a representa no exterior. Um segundo bispo na diocese de Uppsala foi criado em 1990. As tarefas do arcebispo e do bispo da diocese de Uppsala são divididas entre eles em áreas pastorais. A área pastoral do arcebispo consiste nas paróquias dentro do contrato de Uppsala. A área pastoral do bispo da diocese de Uppsala consiste nas demais paróquias dentro da diocese de Uppsala.
Em 2014, Antje Jackelén foi eleita como primeira arcebispa da Igreja da Suécia. Seu sucessor, Martin Modéus, foi recebido como novo arcebispo em 4 de dezembro de 2022, e Karin Johannesson tomou posse como terceira bispa na diocese de Uppsala em 3 de março de 2019.